# Interclub atletiek België 2011
De ere-afdeling interclub KBAB werd gehouden in Kessel-Lo op 14 mei voor de vrouwen en in Nijvel op 15 mei voor de mannen.

## Vrouwen
| Plaats | Club                        | Punten |
| ------ | --------------------------- | ------ |
| 1      | AC Dampicourt               | 144    |
| 2      | AC Meetjesland              | 137    |
| 3      | Daring Club Leuven Atletiek | 134    |
| 4      | Vilvoorde AC                | 132    |
| 5      | CA Brabant Wallon           | 132    |
| 6      | Atletiek club Volharding    | 125    |
| 7      | KAA Gent                    | 117    |
| 8      | AC Waasland                 | 117    |
| 9      | Olympic Essenbeek Halle     | 108    |
| 10     | RFC Liege                   | 98     |
| 11     | Regio Oost-Brabant Atletiek | 93     |
| 12     | AC Break                    | 81     |

Regio Oost-Brabant Atletiek en AC Break degraderen naar de ere-afdeling VAL. Zij worden vervangen door de promovendi RC Gent en RESC.

## Mannen
| Plaats | Club                           | Punten |
| ------ | ------------------------------ | ------ |
| 1      | Royal Excelsior Sport Club     | 191,5  |
| 2      | Daring Club Leuven Atletiek    | 178,5  |
| 3      | Club Atlethisme Brabant Wallon | 157    |
| 4      | AC Dampicourt                  | 151,5  |
| 5      | RFC Liege                      | 147,5  |
| 6      | Zwijndrecht AT                 | 120,5  |
| 7      | AC Herentals                   | 118,5  |
| 8      | Atletiek club Volharding       | 111    |
| 9      | Vilvoorde Atletiek Club        | 110    |
| 10     | RC Gent                        | 109    |
| 11     | Dilbeek AC                     | 109    |
| 12     | Union Atletique Hautes Fagnes  | 72     |

Dilbeek AC en Union Atletique Hautes Fagnes degraderen respectievelijk naar de ere-afdeling VAL en de Elite LBFA. Zij worden vervangen door de promovendi Flanders Atletiekclub en MOHA.